# 肖家湖
肖家湖是一个位于中国湖北省洪湖县的湖泊，面积约为7.5平方千米。